# Matthew Fahey
Matthew Fahey (New Britain, 28 settembre 1990) è un attore e produttore televisivo statunitense.

## Biografia
Comincia la sua carriera cinematografica all'età di soli 14 anni con il film Kinsey (2004), interpretando un ruolo minore. Un anno dopo viene scelto per partecipare a un episodio (Baseball Murder, 1x10) della serie Close to Home - Giustizia ad ogni costo. In seguito partecipa alla realizzazione di Monster House.
Nei successivi 2 anni ha lavorato sempre in controparti e ruoli in minori in cortometraggi come The Replacement Child (2007) e Graduation Day (2008) e serie TV come Miss Guided (2008). Nel 2009 è apparso in due episodi diversi di due serie televisive: La vita segreta di un teenager americana e Dexter. Sempre nel 2009 ha recitato nuovamente nella serie Senza traccia dopo una prima apparizione nel 2004. Nel 2010, invece, ha collaborato per un episodio di Cold Case - Delitti irrisolti e Grey's Anatomy. Nel 2011/2012 partecipa alla realizzazione di diversi progetti: Justfield - L'uomo della legge (serie TV, 2011), Rizzoli & Isles (serie TV, 2011), Picture Paris (cortometraggio, 2011), The first time (film, 2012), Exicision (film, 2012), The Ben and Ari Show (miniserie TV, 2012, di cui realizza la regia), Never Fade Away (serie TV, 2012).
Infine nel 2012 realizza uno tra i suoi successi più importanti: recita nella serie TV americana Diario di una nerd superstar. Dal 2013 poi recita in diverse serie TV tra cui Body of Proof (2013), Longmire (2013), I deep Web (2014).
Oltre a portare avanti la sua carriera di attore, Matthew, si dedica anche a diversi progetti da produttore: Fight Self Injury (cortometraggio, 2009), 4 episodi di Never Fade Away (serie TV, 2012), Christmas Without You (cortometraggio, 2012), Deep Web (cortometraggio, 2014).
Nel 2018 prende parte con un ruolo marginale nel telefilm Animal Kingdom. 